# Gimsing Sogn
Gimsing Sogn er et sogn i Struer Provsti (Viborg Stift).
Struer Sogn blev i 1895 udskilt fra Gimsing Sogn med Gimsing som anneks. Begge sogne hørte til Hjerm Herred i Ringkøbing Amt. De var to selvstændige sognekommuner, men Struer blev købstad i 1917. Ved kommunalreformen i 1970 blev Struer Købstad kernen i Struer Kommune, som også Gimsing indgik i.
I Gimsing Sogn ligger Gimsing Kirke.
I sognet findes følgende autoriserede stednavne:
- Dalbymark (bebyggelse)
- Gimsing (bebyggelse)
- Kvistrup (ejerlav, landbrugsejendom)
- Movstgårde (bebyggelse)
- Trudsø (bebyggelse)
- Vester Gimsing (bebyggelse)
- Østerby (bebyggelse)